# フランシス・ザビエル・フォード
フランシス・ザビエル・フォード（英語：Francis Xavier Ford, M.M.、中国語：福爾徳、1892年1月11日 - 1952年2月21日）は、中国のメリノール宣教会アメリカ人宣教師。ニューヨークのブルックリンで、オースティン・ブレンダン・フォードとエリザベス・レリハン・フォードの子として生まれた。彼は、カテドラル・カレッジとメリノール神学校に通り、メリノール神学校に入った初めての人物であった。1917年12月5日に、司祭に叙階された。1918年には中国南部で働き、1921年に中国初の神学校を創立した。1925年には広東北部の嘉応の知牧に指名され、1935年にはエテンネの名義司教及び嘉応の代牧に任命された。

## 宣教活動
中国人に対して聖職者の務めを果たす20年の間に、彼は信者を9,000人から20,000人に増やし、学校、宿舎及び病院を建てた。彼は海外初のメリノール修道女の修道院の設立で重要な役目を果たした。第二次世界大戦が始まると、彼は司教の地位に留まりつつ、中国人ゲリラ兵を支援し、さらに撃墜された連合国のパイロットの逃亡を助けたり、苦境にある戦争難民を救済した。
彼はメリノール会の司祭として叙階され、中国南部で任務に就くよう派遣されたメリノール会の最初の4人の宣教師の一人であった。1935年9月21日には司教に聖別された。彼は中国南部の中国カトリック福祉協議会会長であり、第二次世界大戦中に嘉応が日本軍に包囲された時もその地位にあった。
1950年に中国共産党により投獄され、1952年2月21日に広州の牢獄で亡くなった。

## 拷問と殉教
拷問者の手によるフォード司教の処遇は、嘉応で司教の秘書であり、また同僚の宣教師であった修道女ジョーン・マリー・ライアン（Sr. Joan Marie Ryan）により証明されている。彼は中国共産党の牢獄で亡くなったと知られている最初のアメリカ人カトリック司教であり、また4人目のアメリカ人であった。
1950年12月、中国共産党はフォード司教とジョーン・マリー修道女を軟禁し、でっち上げの諜報活動の罪で告訴した。裁判にはかけられなかったが、司教は4ヶ月後に家から連行され、後には1918年以来布教活動をしていた幾つかの都市で公に引き回されて殴られ、屈辱を受けた。
ある町では共産党員が組織した群衆の殴打が激しかったため、共産党の護衛が恐怖で逃げ出す程であった。何度も地面に叩きつけられたが、フォード司教はこの苦しい状況の最中でも護衛が戻るまで静かに歩くよう努めた。他の町では、彼の首は濡れたロープで縛られ、ロープが乾いて縮むにつれて殆ど窒息しそうになった。他のロープが尻尾のように彼のガウンの下から引っ張るために縛られた。彼等を辱めるため、共産党員はジョーン・マリー修道女の前で服を脱ぐよう強制した。最後に修道女が生前の司教を見たのは司教の死の直前の1952年の2月であった。修道女は、司教のかつては黒かった髪が全く白くなり、あまりにもやつれたために、同室の囚人は司教が「ジャガイモの袋のように見えた」と言ったと報告した。
彼の司教区は、共産党がその地のカトリック共同体を制圧していなければ、中国人聖職者に委ねられる最初のメリノール会の区域であった。フォード司教はメリノール会の最初の殉教者であり、中国共産党の手による最初の殉教者であった。彼の亡骸は、中国共産党により故意にばらまかれた為、発見されていない。彼の死までフォード司教は司祭に叙階されて、34年と司教に聖別されて16年であった。

## 伝記
- Betz, Eva K. (1953). To Far Places: The Story of Francis X. Ford. New York: Hawthorn Books. OCLC 2940634
- Donovan, John F. (1967). The Pagoda and the Cross.  The Life of Bishop Ford of Maryknoll. New York: Scribner. OCLC 1376571

## 文献
- Ford, Francis X. (1953). Stone in the King's Highway. New York: McMullen. OCLC 1124239
- Ford, Francis X. (1976). Come Holy Ghost. Orbis Books. ISBN 0883440679, 9780883440674